# Dieter Kind
Dieter Kind (Liberec, Tchecoslováquia, 5 de outubro de 1929 – Braunschweig, 10 de junho de 2018) foi um engenheiro eletricista alemão. Foi presidente da Physikalisch-Technische Bundesanstalt (PTB).
Kind estudou engenharia elétrica na Universidade Técnica de Berlim e na Universidade Técnica de Munique, onde obteve um doutorado em 1957 em alta tensão (Die Aufbaufläche bei Stoßbeanspruchung technischer Elektrodenanordnungen in Luft). A partir de 1962 sucedeu Erwin Otto Marx como professor na Technische Universität Braunschweig e foi de 1975 a 1995 primeiro presidente engenheiro do PTB.
Alguns de seus livros foram traduzidos para o inglês.

## Obras
- Herausforderung Metrologie: die Physikalisch-Technische Bundesanstalt und die Entwicklung seit 1945. Bremerhaven 2002, ISBN 978-3897019027.
- com Kurt Feser: Hochspannungs-Versuchstechnik; mit 12 Laborversuchen. 5. Auflage Vieweg, 1995,  ISBN 3528438053.
- Einführung in die Hochspannungs-Versuchstechnik; für Elektrotechniker. 4. Auflage, Vieweg,  1985 (zuerst 1972), ISBN 3528338059.
- com Hermann Kärner: Hochspannungs-Isoliertechnik für Elektrotechniker. Vieweg 1982.
- com Hans Prinz: Einführung in die Starkstromtechnik, München, Institut für Elektrische Anlagen und Hochspannungstechnik. 1956, 1961 (nach Vorlesungen von Hans Prinz)